# Оберхофен-ам-Тунерзее
Оберхофен-ам-Тунерзее (нем. Oberhofen am Thunersee, алем. нем. Oberhofe) — город в Швейцарии, в кантоне Берн.
Входит в состав округа Тун. Население составляет 2389 человек (на 31 декабря 2006 года). Официальный код — 0934.
Впервые упоминается в 1133 году. Символ города — замок с башней XII века, в котором находится филиал бернского исторического музея. Одна из достопримечательностей Оберхофена — музей часов и механической музыки. В городе располагается штаб-квартира ФИС (Международная федерация лыжного спорта).

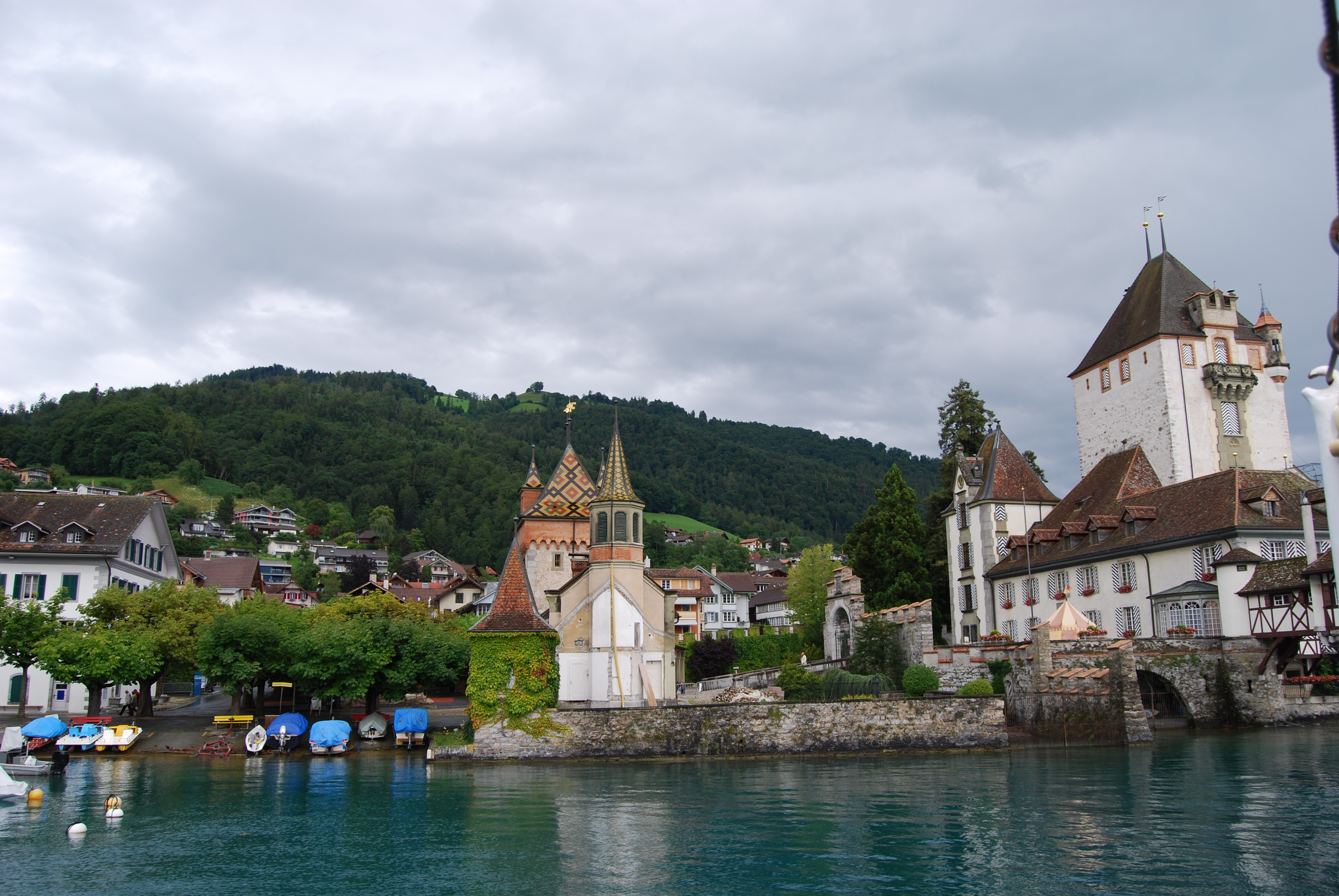
Оберхофен-ам-Тунерзее